# Carlo Viola
Carlo Maria Viola (Zadar, 2 de noviembre de 1855 - 4 de agosto de 1925) fue un geólogo italiano.

## Biografía
Nació en Zara, Imperio austríaco (ahora Zadar, Croacia) el 2 de noviembre de 1855. Se desconoce la identidad de sus padres. Se sabe, sin embargo, que su padre era originario de Fiume (Rijeka) y un capitán en la Armada, y que su madre era veneciana.
Fue educado en su Dalmacia natal, en Istria y en Graz. Se matriculó en la Universidad de Viena, donde conoció a Guglielmo Oberdan, quien en ese momento era una figura destacada entre los estudiantes italianos. Más tarde huyó de Austria junto con Oberdan y otros irredentistas italianos, y pudo volver a ver a su familia solo cuando Zara (Zadar) fue anexada a Italia, a raíz del Tratado de Rapallo.
Regresó a Italia, donde realizó importantes estudios en el campo de la geología. Contribuyó a la creación del Mapa Geológico de Italia (Carta geologica d'Italia), aunque hizo contribuciones aún más fundamentales en los campos de la cristalografía, las matemáticas y la física, publicando libros como Contributo alla geologia del Gargano, en el Bollettino del Reale Comitato geologico d’Italia (1893), Il calcolo dei quaternioni in cristallografia (1893), Le roccie eruttive della Punta delle Pietre Nere in provincia di Foggia (1894), Über Homogenität, en Zettschr. f. Krystall (1898), Grundzüge der Krystallographie (1904), Determinazione di tre indici principali di rifrazione in una sezione qualsiasi (1912).
En 1900 se convierte en ingeniero jefe en Iglesias (Cerdeña) y director de la escuela de minería local. En 1905 se convirtió en profesor en la Universidad de Parma, enseñando mineralogía. Pasa sus veranos en Alemania, estudiando cristalografía con Victor Goldschmidt y Paul Heinrich von Groth. En 1902 se unió a la Sociedad Mineralógica de Gran Bretaña e Irlanda.
Estudió geología en Roma y Berlín (Bergakademie). En este momento realizó varias excursiones en Turingia, en el Harz y en los alrededores de Berlín. También estudió pedología en el laboratorio recién establecido en Berlín.
Posteriormente promovió la anexión de Fiume (Rijeka) y Zara (Zadar) a Italia, dedicándole su obra. Murió en Bolonia el 4 de agosto de 1925.

## Legado
Hoy hay varias calles que llevan su nombre en Italia. En Roma hay una plaza que lleva su nombre (Largo Carlo Maria Viola).